# (175706) 1996 FG3
(175706) 1996 FG3 là một tiểu hành tinh carbon và hệ tiểu hành tinh đôi. Tiểu hành tinh này có hình dạng hình cầu. Mặt trăng hành tinh nhỏ của nó có đường kính khoảng 490 mét (1.600 feet).
Nó được phát hiện vào ngày 24 tháng 3 năm 1996, bởi nhà thiên văn học người Úc Robert McNaught tại Đài thiên văn Siding Spring ở New South Wales, Úc. 1996 FG3 cũng là mục tiêu của một đề xuất nhiệm vụ bị từ chối cho tàu vũ trụ Marco Polo. Vào năm 2017, nhà khoa học thuộc Đài quan sát Núi tím của Viện Hàn lâm Khoa học Trung Quốc đã tiết lộ kế hoạch hạ cánh tàu thăm dò vào tiểu hành tinh này vào năm 2029, như một phần của nhiệm vụ thám hiểm tiểu hành tinh.